# Tâmeis
Os tâmeis, tâmiles, tâmis ou tâmules (em tâmil: தமிழர், transl. tamiḻar) são um grupo étnico nativo de Tâmil Nadu, um estado da Índia, e da região nordeste do Sri Lanka. Eles falam predominantemente o tâmil, e têm uma história registrada que data em cerca de dois milênios. Comunidades de imigrantes tâmeis podem ser encontradas por todo o mundo.
Os tâmeis são maioritariamente hinduístas, com consideráveis populações cristãs e muçulmanas, enquanto os tâmeis jainistas formam uma minoria reduzida. Os tâmeis constituem 5,9% da população da Índia (concentrando-se principalmente em Tâmil Nadu), 15% da população do Sri Lanka, 6% da população de Maurícia, 7% da população da Malásia e 5% da população de Singapura. Os tâmeis têm uma população de aproximadamente 76.000.000 de pessoas, uma história documentada que remonta a 2.000 anos atrás, e são um dos maiores e mais antigos grupos etnolinguísticos existentes hoje no mundo.
Do século IV a.C. em diante, a urbanização e a atividade mercantil ao longo das costas leste e oeste do que são hoje Querala e Tâmil Nadulevaram ao desenvolvimento de quatro grandes estados tâmeis (dinastia cheras, império Chola, império Pandia e Palava) e vários estados menores, onde todos lutavam entre si em busca da supremacia. O reino de Jafanapatão, habitado por tâmeis do Sri Lanka, era um dos mais poderosos reinos do Sri Lanka, e controlava grande parte do norte da ilha.
Os tâmeis eram conhecidos por sua influência sobre o comércio regional no Oceano Índico. Artefatos marcam a presença de comerciantes romanos, mostrando o comércio direto entre Roma e o sul da Índia. Há registros de que os pândias enviaram ao menos duas embaixadas diretamente para o imperador Augusto, em Roma. Os pandias e os cholas foram historicamente ativos no Sri Lanka. A dinastia chola invadiu com sucesso várias áreas no sudeste da Ásia, incluindo o poderoso império Serivijaia na Malásia e a cidade-estado malaia de Quedá. Guildas tâmeis medievais e organizações comerciais como Ayyavole e Manigramam tiveram um importante papel nas redes de comércio do sudeste da Ásia. Comerciantes e líderes religiosos pallavas viajaram para o sudeste da Ásia e tiveram um importante papel na indianização cultural da região. Escrituras levadas por comerciantes tâmeis para o sudeste da Ásia, particularmente as em escrita grantha ou pallava, levaram ao desenvolvimento de diversos alfabetos do sudeste da Ásia, como o alfabeto khmer cambojano, a escrita kawi javanesa, a escrita baybayin no Tagalo e o alfabeto tailandês.
A língua tâmil é uma das línguas clássicas com vida mais longa, com uma história que remonta a 300 a.C. A literatura tâmil é dominada pela poesia, especialmente a literatura Sangam, que é composta por poemas feitos entre 300 a.C. e 300 d.C. O mais importante autor tâmil foi o poeta e filósofo Tiruvalluvar, que escreveu o Tirukkuṛaḷ, um grupo de tratados sobre ética, política, amor e moralidade, considerado amplamente a maior obra da literatura tâmil. A arte visual tâmil é dominada pela arquitetura dravídica e pela produção de estátuas de divindades em pedra e bronze. As estátuas em bronze cholas, especialmente as Nataraja, se tornaram famosos símbolos do hinduísmo. Os destaques das artes cênicas tâmeis são sua dança clássica (Bharatanatyam) e sua dança popular (Koothu). A música clássica tâmil é dominada pela música carnática e pelos gêneros populares gaana e dappan koothu.
Embora a maioria dos tâmeis sejam hindus, muitos deles, especialmente os da zona rural, praticam a chamada religião popular dravídica, venerando uma enorme variedade de divindades das vilas. Muitos tâmeis são muçulmanos ou cristãos. Uma pequena comunidade jainista sobrevive desde os tempos clássicos. A cozinha tâmil possui vários itens vegetarianos e não-vegetarianos, além de vários temperos locais. A música tâmil antiga, a arquitetura de templos e as esculturas estilizadas continuam a ser aprendidas e praticadas. O historiador e radialista inglês Michael Wood chamou os tâmeis de a mais antiga civilização clássica ainda existente na Terra, já que os tâmeis preservaram elementos substanciais do seu passado relacionados às suas crenças, cultura, música e literatura, mesmo com  
a influência da globalização.

## Etimologia
Não se sabe se o termo Thamizhar e seus equivalentes em prácrito Damela, Dameda, Dhamila e Damila eram autodenominações ou exodenominações. Existem inscrições dos séculos VI e V a.C. que mencionam pessoas damela ou dameda. A conhecida inscrição Hathigumpha do governante kalinga Kharavela se refere a uma T(ra)mira samghata (confederação de governantes tâmeis) datada de 150 a.C. Também menciona que a liga de reinos tâmeis já existia há 113 anos.
Em Amaravati (Andra Pradexe), existe uma inscrição que se refere a um dhamila-vaniya (comerciante tâmil) datada do século III. Outra inscrição da mesma época em Nagarjunakonda parece se referir a um damila. Uma outra inscrição nas cavernas Kanheri se refere a um dhamila-gharini (chefe de família tâmil). No conto budista jataka conhecido como Akiti Jataka, é mencionada uma Damila-rattha (dinastia tâmil). Havia relacionamento comercial entre o império Romano e o império Pandia. Conforme registrado por Estrabão, o imperador Augusto de Roma recebeu, em Antioquia, o embaixador de um rei chamado Pandyan de Dramira. Portanto, é evidente que, pelo menos desde 300 a.C., os tâmeis já formavam um grupo étnico próprio. Southworth sugere que thamizhar se origina de tam-miz > tam-iz, "sua própria língua". Zvelebil sugere uma etimologia a partir de tam-iz, com tam significando "seu próprio" e iz significando "som desdobrado". Alternativamente, ele sugere uma derivação de tamiz < tam-iz < *tav-iz < *tak-iz, "o processo próprio (de falar)".

## História

### Na Índia

#### Período pré-histórico
Uma possível evidência da antiga presença tâmil no atual Tamil Nadu são as urnas funerárias megalíticas datando de 1500 a.C em diante que foram descobertas em vários pontos de Tamil Nadu, especialmente em Adichanallur, no distrito de Thoothukudi. Essas urnas se encaixam na descrição de funerais da literatura tâmil clássica.
Após o século X, surgiram várias lendas que explicavam o passado do povo tâmil. Segundo o Iraiyanar Akapporul, um comentário dos séculos X e XI sobre a literatura Sangam, o território tâmil antigamente se estendia para o sul e ultrapassava os limites da península indiana, abrangendo 49 divisões (nadus). O território teria sido, então, destruído por um dilúvio. As lendas Sangam também falam sobre a antiguidade do povo tâmil e reivindicam dezenas de milhares de anos de atividade literária contínua durante três Sangam.

#### Período clássico
Os antigos tâmeis tiveram três estados monárquicos liderados por reis chamados vendhar, assim como vários chefes tribais liderados por chefes chamados vel ou velir. Num nível ainda mais abaixo, havia chefes de clãs chamados kizhar ou mannar. Os reis e chefes tâmeis estavam sempre em conflito uns com os outros, principalmente por causa de hegemonia territorial e propriedades. As cortes reais eram, principalmente, mais locais de reunião social do que centros de distribuição de autoridade: eram centros de distribuição de recursos. A antiga literatura tâmil Sangam, obras de gramática como o Tolkāppiyam e antologias como o Pattuppāṭṭu e o Eṭṭuttokai também fornecem informações sobre o antigo povo tâmil. Os líderes tâmeis eram patronos das artes, e existe uma significativa quantidade de literatura desse período. A literatura mostra que muitas práticas culturais consideradas tipicamente tâmeis já eram praticadas na época clássica.
A agricultura era importante nesse período, e há evidência de que redes de canais de irrigação já existiam no século III a.C. Comércio interno e externo florescia, e há evidência de que existia significativo contato com a Roma Antiga. Grande quantidade de moedas romanas e sinais da presença de comerciantes romanos foram encontrados em Karur e Arikamedu. Há evidência de que ao menos duas embaixadas foram enviadas ao imperador romano Augusto por reis pandias. Cerâmica com escrita tâmil foi encontrada em escavações no mar Vermelho, sugerindo a presença de comerciantes tâmeis. Um registro de viagem anônimo do século I escrito em grego, Périplo do Mar Eritreu, descreve os portos dos reinos pandia e chera em Damirica, bem como sua atividade, com grande detalhe. A obra também informa que os principais produtos exportados pelos antigos tâmeis eram pimenta-preta, malabathrum, pérola, marfim, seda, nardo, diamante, safira e casco de tartaruga.
O período clássico terminou por volta do século IV com as invasões Kalabhras, referidas como kalappirar na literatura e inscrições tâmeis. Esses invasores são descritos como "reis malévolos" e "bárbaros" que vinham do norte. Esse período, comumente referido como a Era Sombria do país tâmil, terminou com a ascensão da dinastia Pallava.

#### Economia, comércio e navegação
O país tâmil é localizado estrategicamente no oceano Índico, e tinha acesso a uma rota comercial marítima.

#### Períodos imperial e pós-imperial
Os nomes de três dinastias (Cholas, Pandias e Cheras) são mencionados na literatura tâmil Sangam, e obras de gramática como o Tolkappiyar se referem a elas como "os três glorificados pelo céu". Posteriormente, elas são mencionados nos pilares de Asoca (inscritos em 273–232 a.C.) do império Máuria como aliadas de Asoka. O rei de Kalinga, Kharavela, que reinou por volta do ano 150, é mencionado na inscrição Hathigumpha da confederação dos reinos tâmeis, que já existia há mais de cem anos. Os Cholas, Pandias, Cheras e Pallavas eram seguidores do hinduísmo, embora, por um curto período, alguns deles parecem ter seguido o jainismo. Depois da queda do império Máuria, os reinos tâmeis se aliaram ao império Satavana.
Esses antigos reinos patrocinaram o surgimento da mais antiga literatura tâmil. A literatura tâmil clássica, conhecida como literatura Sangam, é atribuída ao período entre 200 a.C. e 300 a.C. Os poemas da literatura Sangam foram categorizados e reunidos durante o período medieval. Eles retratam uma terra fértil, onde o governo era exercido por monarcas hereditários, e onde a atuação do estado era limitada pelo darma. Embora existam referências aos Pallavas desde o século II, eles somente alcançaram o poder imperial no século VI. Eles transformaram a monarquia em um império, e procuraram anexar vastas extensões de terra. O movimento bhakti do hinduísmo foi criado nessa época, e prosperou concomitante ao crescimento do jainismo e do budismo. Os Pallavas foram pioneiros na construção de grandes e ornados templos de pedra, os quais formam a base da arquitetura dravidiana de templos. Eles entraram em conflito com o império Chaluquia. Durante este período, o rei chaluquia Pulakeshin II estendeu seu império até a porção norte do reino pallava, derrotando os pallavas em várias ocasiões. O rei pallava Narasimhavarman I contra-atacou, ocupando Badami temporariamente em 642. Posteriormente, o rei chaluquia Vikramaditya II se vingou através de repetidas invasões da região de Tondaimandalam, repetidas vitórias contra o rei pallava Nandivarman II, e a anexação de Kanchipuram. A dinastia pallava foi derrubada no século IX pela dinastia Rashtrakuta, que reinou a partir de Gulbarga. O rei Krishna III, o último grande rei Rashtrakuta, consolidou o império desde o rio Narmada até o rio Kaveri, incluindo a porção norte do território tâmil (Tondaimandalam) e impondo tributo ao rei do Ceilão.
Sob o reinado de Rajaraja I e seu filho Rajendra Chola I, os Cholas se tornaram dominantes no século X, estabelecendo um império que cobria o Seri Lanca e a maior parte da Índia do Sul. O império tinha fortes laços comerciais com a dinastia Sung chinesa e o sudeste da Ásia. Os Cholas derrotaram os Chaluquias do leste e expandiram seu império até o rio Ganges. Eles conquistaram as áreas costeiras ao redor do golfo de Bengala e transformaram este num lago chola. Rajendra Chola I melhorou a armada de seu pai e criou a primeira marinha notável do subcontinente indiano. A armada chola conquistou o império Serivijaia, que era a potência dominante do sudeste da Ásia, e assegurou a rota comercial marítima até a China. Os Cholas exigiram tributo da Tailândia e do império Khmer. A segunda metade do século XI viu a união dos reinos Chola e Vengi sob Kulottunga I. O imperador Chola repeliu uma invasão do rei chaluquia do oeste Vikramaditya VI, que tentou interferir na política chola e instalar um governante títere. Essas guerras resultaram na vitória chola e na anexação das regiões de Gangavadi e Konkan. Vikramaditya VI ficou, dessa forma, confinado a seus domínios ao norte de Tungabhadra. O império Chola permaneceu poderoso durante o reinado de Kulottunga e manteve sua influência sobre os vários reinos do sudeste da Ásia, como o império Serivijaia. De acordo com o historiador K. A. Nilakanta Sastri, Kulottunga evitou guerras desnecessárias e teve um longo e próspero reinado, assegurando a estabilidade do império pelos 150 anos seguintes.
O declínio do poder chola no sul da Índia começou no final do reinado de Kulottunga III. Ele foi acelerado pelo retorno dos Pandias sob Maravarman Sundara Pandyan (1216-1238). O declínio chola levou à disputa do território tâmil entre Pandias, Hoysalas e Kakatiyas. Até o rei kadava, Kopperunjinga, se rebelou contra seu senhor chola Rajaraja III, e proclamou sua independência. Os Hoysalas incentivaram a divisão entre os reinos tâmeis, ora apoiando um reino, ora outro. Dessa forma, impediram o crescimento dos Cholas e dos Pandias. Durante o período de Rajaraja III, os Hoysalas se aliaram aos Cholas e derrotaram o rei kadava Kopperunjinga e os Pandias, marcando, dessa forma, sua presença no território tâmil. Rajendra Chola III, que sucedeu Rajaraja III, tentou reerguer os Cholas e liderou sucessivas expedições ao norte, como atestado por suas epígrafes, que foram encontradas em locais tão longe como Cuddappah. Ele também derrotou dois príncipes pandias (um dos quais, Maravarman Sundara Pandya II) e submeteu os pandias por algum tempo. Os Hoysalas sob Vira Someswara intervieram e, dessa vez, se aliaram aos Pandias para conter os Cholas. A história tâmil iniciou uma nova etapa com o surgimento do príncipe Jatavarman Sundara Pandya I. Nas guerras subsequentes, ele emergiu como governante único, quando o reino pandia alcançou seu auge, no século XIII. Primeiramente, Jatavarman Sundara Pandya pôs um fim à influência Hoysala, expulsando-os do delta do Kaveri e, posteriormente, matando seu rei Vira Someswara em 1262, perto de Srirangam. Então, ele derrotou Kopperunjinga, o rei kadava, e o transformou em vassalo. Os pandias, então, se voltaram para o norte e anexaram Kanchi, matando o rei telugu Vijaya Gandagopala. Então, eles marcharam até Nellore e celebraram sua vitória realizando a cerimônia do virabisheka (unção dos heróis), depois de derrotar o rei kakatiya Ganapati. Enquanto isso, seu tenente Vira Pandya derrotou o rei de Lanka e submeteu a ilha. No século XIV, o império pandia mergulhou numa guerra civil e teve que enfrentar sucessivas invasões do sultanato de Délhi. Em 1335, Madurai, a capital pandia, foi conquistada por Jalaluddin Ahsan Khan. Teve início, então, o sultanato de Madurai, mas este foi logo conquistado pelo reino de Bisnaga em 1378. Durante os séculos XV e XVI, o reino de Bisnaga foi a potência dominante no sul da Índia e patrocinou muitas obras literárias tâmeis. Depois do colapso do reino de Bisnaga em 1646, Tamil Nadu foi dominado por pequenos estados como Madurai Nayak.
A região a oeste dos Ghats Ocidentais se tornou, gradualmente, politicamente distinta das regiões orientais controladas pelos Pandias e Cholas. Querala era, até o século IX, cultural e linguisticamente parte de Tamilakam, com o local Koduntamil evoluindo para a língua malaiala. Essa transformação sociocultural foi alterada com a migração indo-ariana de falantes de sânscrito a partir do norte da Índia no século VIII.

### No Seri Lanca
Existe pouco consenso acadêmico sobre a presença tâmil no Seri Lanca. De acordo com uma das teorias, uma população mesolítica local foi expulsa pela chegada dos tâmeis. Posteriormente, os cingaleses ocupariam a ilha.
De acordo com sua própria tradição, os tâmeis do Seri Lanca são descendentes de nagas e yakshas aborígenes do Seri Lanca. Até hoje, os tâmeis hindus do Seri Lanca veneram divindades cobra, como os nagas.

#### Período pré-histórico
Os veddas, um povo indígena do Seri Lanca, possuem perfis genéticos similares aos adivasis do sul da Índia. Assentamentos culturalmente similares aos atualmente encontrados em Tamil Nadu e Seri Lanca foram escavados em locais megalíticos de enterro em Pomparippu, na costa oeste, e em Kathiraveli, na costa leste da ilha, com vilas estabelecidas entre o século V a.C. e o século II d.C.. Semelhanças culturais entre práticas funerárias no sul da Índia e no Seri Lanca foram datadas pelos arqueólogos no século X a.C.. Entretanto, a arqueologia e a história indianas empurraram essa data até o século XV a.C. Há evidência radiométrica de Anuradapura de que louça vermelha e preta com símbolos não bramis ocorre já nos séculos X e IX a.C.

#### Período histórico
A cerâmica vermelha e preta encontrada no Seri Lanca indica que, já na antiguidade, a região era culturalmente similar ao sul da Índia. As muitas inscrições bramis encontradas no Seri Lanca com nomes de clãs tâmeis como Parumakal, Ay, Vel, Uti (Utiyan), Tissa (Ticaiyan), Cuda/Cula/Cola, Naka etc. reforçam essa antiga similaridade com o sul da Índia. Cerâmica com antiga escrita tâmil do século II a.C. foi encontrada em Poonakary, no norte do Seri Lanca. Ela apresentava o nome de clã Vela, similar ao nome do clã Velir, um clã tradicional tâmil do sul da Índia. Cerâmica com antiga escrita tâmil também foi encontrada em Tissamaharama, no sul do Seri Lanca. Existe evidência epigráfica de pessoas que se identificavam como damelas ou damedas (as palavras prácritas para tâmil) em Anuradhapura, a capital do Rajarata, e em outras regiões do Seri Lanca, já no século II a.C. No Mahavamsa, um poema histórico, aventureiros tâmeis como Elara invadem o Seri Lanca por volta de 145 a.C. Soldados tâmeis procedentes do sul da Índia eram tão numerosos em Anuradapura entre os séculos VII e XI que os chefes locais tinham que solicitar sua ajuda para permanecer no poder. Por volta do século VIII, existiam vilas tâmeis conhecidas coletivamente como Demel-kaballa (loteamento tâmil), Demelat-valademin (vilas tâmeis), e Demel-gam-bim (vilas e terras tâmeis).

#### Período medieval
Nos séculos IX e X, incursões pandias e cholas no Seri Lanca culminaram na anexação chola da ilha, que durou até a segunda metade do século XI, após o que a influência chola diminuiu no Seri Lanca. O declínio chola no Seri Lanca foi seguido pela restauração monárquica da Cidade Antiga de Polonnaruva no final do século XI. Em 1215, após invasões pandias, a dinastia Aryacakravarti estabeleceu o reino de Jafanapatão na península de Jaffna e em partes do norte do Seri Lanca. A expansão Aryacakaravarthi em direção ao sul foi detida por Akalesvara Alagakkonara, o descendente de uma poderosa família feudal de Conjiverão que migrou para o Seri Lanca por volta do século XIII e se converteu ao budismo. Akalesvara era o primeiro-ministro do rei cingalês Parakramabahu V (1344–59) e logo se tornou o real poder por trás do trono. Vira Alakeshwara, um descendente de Alagakkonara, se tornou, posteriormente, rei dos cingaleses. mas o almirante ming Zheng He o derrubou em 1409 e levou-o cativo para a China. Depois disso, sua família perdeu sua influência. A dinastia Aryachakaravarthi continuou a dominar largas porções do nordeste do Seri Lanca até a conquista portuguesa do Reino de Jafanapatão em 1619. As áreas costeiras da ilha foram conquistadas pelos neerlandeses e logo se tornaram parte do império Britânico em 1796. O navegador inglês Robert Knox descreveu um passeio na região tâmil da ilha na sua obra Um relato histórico da ilha do Ceilão, registrando alguns de seus reinos em um mapa do ano de 1681. Quando os europeus chegaram ao Seri Lanca no século XVII, os tâmeis foram descritos como habitando a porção nordeste da ilha.
O sistema de castas da maioria cingalesa acomodou imigrantes hindus do sul da Índia desde o século XIII. Isso levou ao surgimento de três novas castas cingalesas: salagama, durava e karava. A migração e assimilação hindus continuaram até o século XVIII.

#### Período moderno
Os colonos britânicos consolidaram o território tâmil no sul da Índia através da presidência de Madras, que foi integrada à Índia britânica. De modo similar, a porção de língua tâmil do Seri Lanca se juntou às demais regiões da ilha em 1802 para formar a colônia do Ceilão. O Ceilão permaneceu politicamente unido à Índia até a independência da Índia em 1947. O Ceilão ganhou sua independência no ano seguinte, com o nome de Seri Lanca, abrigando tanto a população cingalesa quanto a tâmil.

##### O período pós-independência e a guerra civil
Tamil Eelam é um estado independente que os tâmeis do Seri Lanca e da diáspora desejam estabelecer no norte e no leste da ilha. Ignorando as diferenças étnicas, os britânicos impuseram um Ceilão britânico de estrutura unitária. Durante a administração colonial britânica, muitos tâmeis detinham posições mais altas no governo do que os cingaleses, devido a sua maior escolaridade inglesa. As terras altas cingalesas foram ocupadas pelos britânicos, e trabalhadores tâmeis foram deslocados para trabalhar nelas. Com o fim da dominação colonial britânica, cresceu a tensão étnica entre cingaleses e tâmeis. Os cingaleses, que eram maioria, se ressentiam do grande poder dos tâmeis. Em 1948, aproximadamente 700 000 trabalhadores tâmeis nas plantações de chá foram deportados para a Índia. Em 1956, o primeiro-ministro do Seri Lanca decretou a lei 33, que estabelecia o cingalês como única língua oficial do país, em substituição ao inglês. Com isso, muitos funcionários públicos tâmeis foram obrigados a se demitir, pois não sabiam falar cingalês. Os tâmeis encararam a lei como um ato de discriminação linguística, cultural e econômica contra eles.
Depois de vários pogrons contra os tâmeis em 1956, 1958 e 1977, surgiram organizações guerrilheiras como os Tigres de Liberação do Tamil Eelam. Elas tinham, por objetivo, criar um estado tâmil independente, Tamil Eelam, nas regiões de maioria tâmil do Seri Lanca. O incêndio da biblioteca pública de Jaffna em 1981 e o Julho Negro em 1983 levaram a mais de 25 anos de guerra civil entre o exército do Seri Lanca e os Tigres Tâmeis, em que ambos os lados cometerem inúmeras atrocidades. A guerra civil levou à morte de mais de 100 000 pessoas, de acordo com a Organização das Nações Unidas. Alega-se que o exército do Seri Lanca cometeu crimes de guerra contra civis tâmeis nos meses finais da quarta fase da guerra civil em 2009, quando o líder dos Tigres, Prabhakaran, foi morto. A guerra resultou em mais de 800 000 refugiados tâmeis, grande parte dos quais se refugiou no Reino Unido ou na Índia.

## Distribuição geográfica

### Índia
A maioria dos tâmeis indianos vive em Tamil Nadu. Os tâmeis são maioria no Território da União Puducherry, uma antiga colônia francesa. Puducherry é um enclave situado em Tamil Nadu. Os tâmeis compõe pelo menos 1/6 da população de Andamão e Nicobar.
Existem significativas comunidades tâmeis em outras regiões da Índia. Muitas delas surgiram em época relativamente recente, nos períodos colonial e pós-colonial, mas algumas remontam ao período medieval. Significativas populações residem em Karnataka (2 900 000), Maharashtra (1 400 000), Andra Pradexe (1 200 000), Querala (600 000) e a região da capital (100 000).

### Seri Lanca
Existem dois grupos de tâmeis no Seri Lanca: os tâmeis do Seri Lanca e os tâmeis indianos do Seri Lanca. Os tâmeis do Seri Lanca descendem dos tâmeis do velho reino de Jafanapatão e das possessões costeiras chamadas Vannimai. Os tâmeis indianos descendem de escravos por dívida que migraram de Tamil Nadu para o Seri Lanca no século XIX para trabalhar nas plantações de chá. Também existe uma significativa população muçulmana no Seri Lanca. Devido a sua origem independente, eles são listados como mouros pelo governo do Seri Lanca.
A maioria dos tâmeis do Seri Lanca vive nas províncias do norte e do leste e na capital Colombo, enquanto a maior parte dos tâmeis da Índia vive no Decão. Historicamente, ambos os grupos se veem como comunidades separadas, embora tenha surgido um maior sentimento de união a partir da década de 1980.
A partir de um acordo entre os governos da Índia e do Seri Lanca na década de 1960, aproximadamente quarenta por cento dos tâmeis indianos do Seri Lanca ganharam cidadania cingalesa, e muitos dos restantes foram repatriados para a Índia. Na década de 1990, a maioria dos tâmeis indianos do Seri Lanca já havia obtido a cidadania cingalesa.

### Diáspora tâmil
Significativa emigração tâmil principiou no século XVIII, quando o governo colonial britânico enviou tâmeis pobres como servos por contrato para distantes regiões do império Britânico, como Malásia britânica, África do Sul, Fiji, Maurícia, Trindade e Tobago, Guiana, Suriname, Jamaica, Guiana Francesa, Guadalupe e Martinica. Aproximadamente na mesma época, muitos empresários tâmeis também migraram para outras regiões do império, especialmente Myanmar e leste da África.
Muitos tâmeis ainda vivem nesses países, e as comunidades tâmeis em Singapura, Reunião (departamento), Malásia e África do Sul mantiveram muito de sua língua e cultura originais. Muitas crianças malaias vão a escolas tâmeis, e uma significativa porção das crianças tâmeis possui o tâmil como primeira língua. Em Singapura, Maurícia e Reunião, estudantes tâmeis aprendem o tâmil como sua segunda língua na escola. Em Singapura, para preservar a língua tâmil, o governo a tornou oficial, embora os tâmeis formem apenas cinco por cento da população, e também tornou obrigatório seu ensino aos tâmeis. Outras comunidades tâmeis, como as da África do Sul, Fiji, Maurícia, Trindade e Tobago, Guiana, Suriname, Jamaica, Guiana Francesa, Guadalupe, Paquistão, Martinica e Caribe não falam mais a língua tâmil como primeira língua, mas ainda possuem uma forte identidade tâmil, e conseguem compreender a língua, enquanto os mais velhos ainda a têm como primeira língua. Existe uma pequena comunidade tâmil no Paquistão, que se fixou durante a partição da Índia em 1947.
Uma grande emigração começou na década de 1980, conforme os tâmeis do Seri Lanca fugiam da perseguição étnica. Esses tâmeis se fixaram sobretudo na Austrália, Europa, América do Norte e sudeste da Ásia. Atualmente, a maior concentração de tâmeis do Seri Lanca fora do Seri Lanca está em Toronto.

## Cultura

### Língua e literatura
Os tâmeis possuem uma forte ligação com a língua tâmil, que é sempre venerada na literatura como Tamil̲an̲n̲ai, "a mãe tâmil". Ela tem sido historicamente central na identidade tâmil. É uma língua dravídica, com pouca relação com as línguas indo-europeias do norte da Índia. Ela foi muito menos influenciada pelo sânscrito que outras línguas dravídicas, e possui muitas afinidades com o protodravídico, embora falantes atuais de tâmil em Tamil Nadu utilizem muitas palavras de empréstimo do sânscrito e do inglês. A literatura tâmil possui considerável antiguidade, e é reconhecida como língua clássica pelo governo da Índia. A literatura tâmil clássica, que varia da poesia lírica a trabalhos em poética e ética, é muito diferente da literatura que se produziu na mesma época e posteriormente em outras línguas indianas, e representa o mais velho corpus de literatura secular do sul da Ásia.

### Religião
Antigas obras de gramática tâmil (Tolkāppiyam), o Pattuppāṭṭu e o  Eṭṭuttokai fornecem informações sobre a antiga religião. Murugan era venerado como "o deus vermelho sentado no pavão azul, sempre jovem e resplandecente, o deus favorito dos tâmeis". Sivan também era visto como deus supremo. A iconografia inicial de Seyyon e Sivan e sua associação com a flora e fauna nativas remontam à civilização do Vale do Indo. O panorama Sangam foi classificado em cinco categorias, thinai, baseado no humor, estação e terra. O Tolkāppiyam diz que cada um desses thinai tinha uma divindade associada, como Seyyon em Kurinji (montanhas), Thirumal em Mullai (florestas), Korravai em Marutham (planícies), e Wanji-ko em Neithal (litoral e oceano). Outros deuses mencionados são Mayyon e Vaali, que são importantes divindades do hinduísmo atual. É evidente a influência dravídica na religião védica inicial: muitas dessas influências já estão presentes na mais antiga língua indo-ariana conhecida, a língua do Rigueveda (c. 1 500 a.C.), que apresenta uma dúzia de palavras dravidianas. Isso representa uma fusão ou síntese inicial de religião e cultura entre os antigos dravidianos e os indo-arianos, o que foi se tornando cada vez mais evidente através da iconografia sagrada, fauna e flora, influenciando o hinduísmo, o budismo e o jainismo. Comerciantes de Tamilakam e Querala introduziram o Cholapauttam, uma forma sincrética de budismo e xivaísmo, no norte do Seri Lanca e no sul da Índia. Essa religião foi transmitida através da língua tâmil, e perdeu importância no século XIV quando as condições passaram a favorecer a cultura em língua cingalesa e língua páli.
O culto da deusa mãe é tratado como um indicativo de que essa sociedade venerava a feminilidade. Amman, Mariamman, Durgai, Lakshmi, Sarasvati, Kali e Saptakanniyar são veneradas. Os templos da época Sangam, principalmente em Madurai, aparentavam ter sacerdotisas, que intercediam junto a deusas. Na literatura Sangam, existe uma elaborada descrição dos ritos executados pelas sacerdotisas de Kurava no altar Palamutircholai. Aproximadamente 88 por cento da população de Tamil Nadu é hindu.
Em Tamil Nadu, cristãos e muçulmanos representam seis por cento e 5,8 por cento da população, respectivamente. A maioria dos muçulmanos em Tamil Nadu fala tâmil, e menos de quinze por cento possui a língua urdu como língua mãe. Os tâmeis jainistas, hoje, são poucos milhares. Ateus, racionalistas, humanistas e outros também compõe minorias significativas.
A mais popular divindade hindu tâmil é Murugan; ele é conhecido como o deus protetor dos tâmeis, e também é chamado de Tamil Kadavul (Deus Tâmil). Na tradição tâmil, Murugan é o mais jovem e Pillaiyar o mais velho filho de Sivan e Parvati. A deusa Parvati é, frequentemente, representada como uma deusa de pele esverdeada, na tradição hindu tâmil. Pensa-se que a adoração de Amman, também chamada de Mariamman, que é muito comum, se originou do culto de uma antiga deusa-mãe. Kannagi, a heroína da epopeia Silappatikaram, é adorada como Pattini por muitos tâmeis, particularmente no Seri Lanca. Existem, também, muitos seguidores de Ayyavazhi em Tamil Nadu, principalmente nos distritos do sul. Além disso, também existem muitos templos e devotos de Thirumal, Sivan, Pillaiyar e outras divindades hindus.
Os muçulmanos de Tamil Nadu seguem o hanafismo e o xafeísmo, enquanto os muçulmanos do Seri Lanca seguem a escola Xadili. Enquanto as seitas Marakkayar e Caialar alegam descender do mundo árabe, as seitas Rowther e Labbay alegam descender dos povos turcos. Todas essas seitas possuem um vocabulário tâmil improvisado com o uso de palavras emprestadas devido a miscigenação. Erwadi, no distrito de Ramanathapuram, e Nagore, no distrito de Nagapatinão, são os maiores centros de peregrinação muçulmana em Tamil Nadu. A mesquita de Karpudayar em Kayalpattinam, a velha mesquita Jumma em Keelakarai e a grande mesquita de Kazimar em Madurai são algumas das mais antigas mesquitas tâmeis em Tamil Nadu.
Entre os antigos tâmeis, a prática de erigir memoriais de pedra (natukal) surgiu na época Sangam e continuou por um bom tempo após o final dessa época, até mais ou menos o século XVI. Era comum que as pessoas que desejavam alcançar a vitória na guerra adorassem essas "pedras de herói", pois elas acreditavam que, dessa maneira, seriam retribuídas com a vitória. Esses monumentos, frequentemente, possuíam inscrições, adornos, baixos-relevos, frisos e painéis esculpidos.
Os mais importantes festivais tâmeis são o Pongal, uma festa da colheita que ocorre em meados de janeiro, e o Varudapirappu, o ano-novo tâmil, que ocorre em 14 de abril. Ambos os festivais são celebrados por quase todos os tâmeis, independente da religião. O festival hindu Diwali é celebrado com fanfarra; outros festivais hindus incluem o Thaipusam, Panguni Uttiram e Adiperukku. Enquanto o Adiperukku é celebrado com mais pompa na região de Cauvery, o festival de Ayyavazhi, Ayya Vaikunda Avataram, é celebrado principalmente nos distritos sulistas de Kanyakumari, Tirunelveli, e Thoothukudi.
No Tamil Nadu rural, muitas divindades locais, chamadas aiyyan̲ārs, são tidas como espíritos de heróis locais, que protegem a vila. Frequentemente, sua adoração é centrada em torno do naddukal, pedras erigidas em memória de heróis mortos em combate. Essa forma de adoração é mencionada frequentemente na literatura clássica, e aparenta descender de um antigo costume tâmil. Os Munis são um grupo de deuses guardiões, que são adorados pelos tâmeis. A tradição xivaíta do hinduísmo está representada significativamente entre os tâmeis, principalmente os tâmeis do Seri Lanca, embora a maior parte dos locais importantes do xivaísmo esteja localizada no norte da Índia. Os Alvars e Nayanars, que eram predominantemente tâmeis, tiveram um importante papel no renascimento da tradição bhakti na Índia. No século X, o filósofo Ramanuja propagou a teoria do vishishtadvaita. Kambaramayanam é a versão tâmil do épico hindu Ramáiana, e foi escrito pelo poeta tâmil Kambar no século XII. A versão tâmil é mais curta que o Ramáiana original escrito por Valmiki. Não é uma tradução, e conta a história por um outro ângulo.
Os tâmeis jainistas constituem aproximadamente 0,13 por cento da população de Tamil Nadu. Muito da rica literatura tâmil foi escrita por jainistas. De acordo com George L. Hart, a lenda dos Tamil Sangam (assembleias literárias) se baseou no sangham jainista de Madurai.

### Tradições marciais
Várias artes marciais, incluindo kuttu varisai, varma kalai, silambam, adithada e malyutham, são praticadas em Tamil Nadu. A fase de aquecimento dessas artes marciais inclui ioga, meditação e exercícios respiratórios. O silambam se originou no antigo Tamil Nadu, e foi patrocinado pelos Pandias e Cholas, que dominaram a região. O Silapathiharam, obra de literatura tâmil do século II, se refere à venda de instruções, armas e equipamentos de silambam a comerciantes estrangeiros.
Desde o início do período Sangam, havia uma cultura guerreira na Índia do sul. A guerra era vista como um sacrifício honroso, e heróis mortos eram venerados sob a forma de "pedras de herói". Todos os guerreiros eram treinados em artes marciais e equitação, se especializando em duas das três armas da época: vel (lança), val (espada) e vil (arco). O martírio heroico era glorificado na antiga literatura tâmil. Os guerreiros tâmeis seguiam um código de honra parecido ao dos samurais japoneses, e cometiam suicídio para preservar sua honra. As formas de suicídio marcial eram conhecidas como Avipalli, Thannai, Verttal, Marakkanchi, Vatakkiruttal e Punkilithu Mudiyum Maram. Avipalli foi mencionada em todas as obras antigas, exceto em Veera Soliyam. Era o autossacrifício de um guerreiro, em honra da deusa da guerra, por causa da vitória de seu comandante. Os tâmeis rebeldes do Seri Lanca adotaram alguns elementos da tradição marcial tâmil, como a adoração dos heróis mortos (Maaveerar Naal) e a prática do suicídio marcial. Eles carregavam pílulas de suicídio ao redor do pescoço para evitar a captura e a tortura. Além da sua disposição para o autossacrifício, eram marcantes sua organização e disciplina. Eram proibidos, aos rebeldes, o tabaco, o álcool, drogas e sexo.
A prática de erigir memoriais de pedra (natukal) surgiu entre os antigos tâmeis, e continuou por muito tempo após a era Sangam, até aproximadamente o século XVI. Era comum que as pessoas que procuravam a vitória na guerra adorassem essas pedras de herói na esperança de ser abençoadas com a vitória. Elas frequentemente possuíam inscrições com adornos, baixos-relevos, frisos e figuras esculpidas.
O aço wootz se originou no sul da Índia e no Seri Lanca. Existem várias antigas referências literárias tâmeis, gregas, chinesas e romanas ao aço indiano de alto carbono desde o tempo da campanha indiana de Alexandre, o Grande. O processo de produção de aço de crisol começou no século VI a.C., em locais como: Kodumanal, em Tamil Nadu; Golconda, em Andra Pradexe; Carnataca; e Seri Lanca. Desses locais, era exportado globalmente. Os tâmeis da dinastia Chera produziam o que era considerado "o melhor aço do mundo" pelos romanos, egípcios, chineses e árabes por volta de 500 a.C. Era o aço que viria a ser conhecido como "aço wootz".
O método de Tamilakam era aquecer minério de magnetita preta na presença de carbono num recipiente de barro selado dentro de um forno de carvão. Uma alternativa era derreter primeiro o minério para produzir ferro forjado, e então aquecê-lo e martelá-lo para livrá-lo dos resíduos. A fonte de carbono era bambu e folhas de plantas como Senna auriculata. Os chineses e os cingaleses adotaram os métodos de produção de aço wootz dos tâmeis cheras por volta do século V a.C. No Seri Lanca, esse método inicial de produção de aço empregava uma exclusiva fornalha eólica, alimentada pelos ventos de monção, capaz de produzir aço de alto carbono. Surgiram, então, locais de produção em Anuradapura, Tissamaharama e Samanalawewa, assim como artefatos importados de aço e ferro de Kodumanal. Em 200 a.C., uma guilda comercial tâmil em Tissamaharama, no sudeste do Seri Lanca, introduziu, na ilha, alguns dos mais antigos artefatos e técnicas de produção de aço e ferro. Os árabes introduziram o aço wootz do Seri Lanca e do sul da Índia no aço damasco. O viajante árabe do século XII Dreses disse que o aço indiano era o melhor do mundo. Outra mostra de sua reputação é a expressão persa "dar uma resposta indiana", que significa "cortar com uma espada indiana". O aço wootz foi amplamente comercializado por toda a antiga Europa e mundo árabe, e se tornou particularmente famoso no oriente médio.

#### Armas tradicionais
As artes marciais tâmeis incluem o uso de várias armas:
- Valari (bastão de lançar)
- Maduvu (chifres de veado)
- Surul vaal (lâmina curva)
- Vaal (espada) + Ketayam (escudo)
- Itti ou Vel (lança)
- Savuku (chicote)
- Kattari (adaga de punho)
- Veecharuval (machete de batalha)
- Silambam (bastão longo de bambu)
- Kuttu katai (soco-inglês pontiagudo)
- Katti (adaga)
- Vil + Ambu (arco e flecha)
- Tantayutam (maça)
- Soolam (tridente)
- Theekutchi (bastão flamejante)
- Yeratthai mulangkol (bastão duplo)
- Yeretthai Vaal (espada dupla)

### Artes visuais e arquitetura
A maior parte da arte tradicional tâmil é, de alguma forma, religiosa, usualmente centrada no hinduísmo. Porém, frequentemente, o elemento religioso é apenas um meio de expressar temas universais e, ocasionalmente, humanistas.
A mais importante forma de pintura tâmil é a pintura de Tanjore, que se originou em Thanjavur no século IX. A base da pintura é feita de tecido e coberta com óxido de zinco. Sobre essa base, se efetua a pintura com tinta. Ela é, então, decorada com pedras semipreciosas e fios de ouro ou prata. Uma pintura semelhante é usada para pintar murais ou paredes de templos, como os murais do templo de Koodal Azhagar e do templo de Meenakshi Amman (ambos em Madurai) e do templo de Brihadisvara (em Thanjavur).
A escultura tâmil varia de elegantes esculturas de pedra em templos a ícones de bronze com requintados detalhes. Os bronzes medievais cholas são considerados uma das grandes contribuições da Índia ao mundo da arte. Ao contrário da maior parte da arte ocidental, o material da escultura tâmil não influencia a forma da escultura; ao invés disso, o artista impõe a sua visão na forma da escultura. Como resultado, as esculturas tâmeis em pedra possuem formas fluidas usualmente reservadas às esculturas em metal.

### Música
Antigas obras tâmeis, como o Silappatikaram, descrevem um sistema musical. Uma inscrição pallava do século VII em Kudimiyamalai contém um dos mais antigos exemplos de notação musical indiana. Formas contemporâneas de dança como o Bharatanatyam possuem origem recente porém se baseiam em formas mais antigas de dança de templos, as Catir Kacceri, que eram praticadas por cortesãs e devadasis.

### Artes performáticas
São famosos os estilos de dança tâmeis:
- Bharatanatyam (dança clássica tâmil)
- Karakattam (antiga dança popular tâmil)
- Koothu (uma dança popular de rua)
- Parai attam (uma dança e percussão popular)
- Kavadiattam (dedicada ao deus tâmil Murugan)
- Kummiyattam (dança popular feminina)
- Bommalattam (dança de bonecos)
- Puliyattam (dança do tigre)
- Mayilattam (dança do pavão)
- Paampu attam (dança da cobra)
- Oyilattam (dança da graça)
- Poikkaal Kuthirai Aattam (dança dos cavalos de pernas falsas)

Formas contemporâneas de dança como o bharatanatyam possuem origem recente porém se baseiam em formas mais antigas de dança de templos conhecidas como Catir Kacceri, que eram praticadas por cortesãs e devadasis. Uma das danças folclóricas tâmeis é o karakattam. Na sua forma religiosa, a dança é executada em frente a uma imagem da deusa Mariamman. O kuravanci é um tipo de dança-drama executado por de quatro a oito mulheres. O drama é aberto por uma mulher que interpreta o papel de uma adivinhadora de futuro da tribo montanhesa Kurava, que conta a história de uma mulher que anseia por um amante. O therukoothu, literalmente "peça teatral de rua", é uma forma de teatro ou ópera popular. É tradicionalmente executado nas praças das vilas, sem cenários e com infraestrutura bem simples. As apresentações envolvem cantos e danças, e as histórias podem ser tanto religiosas como seculares. As apresentações não são formais, e os artistas interagem com o público, brincando com ele e envolvendo-o no diálogo. Em tempos mais recentes, o Therukkūthu foi adaptado de forma bem-sucedida para transmitir mensagens sociais, como abstinência e crítica ao sistema de castas, assim como informações sobre direitos legais, e se espalhou para outras regiões da Índia. Tamil Nadu também possui uma grande tradição teatral, influenciada pelo teatro ocidental. Existem várias companhias teatrais, com repertório que inclui peças absurdas, realistas e de comédia.

### Filme e teatro
A cultura de teatro floresceu entre os tâmeis durante o período clássico. O teatro tâmil possui uma história longa e variada, cuja origem data de dois mil anos atrás, com formas de dança-teatro como o kotukotti e o pandarangam, que são mencionados na antiga antologia de poemas Kalingathu Parani. A moderna indústria de filmes tâmil surgiu ao longo do século XX. Ela tem o seu centro em Chenai e é conhecida como Kollywood. É a segunda maior indústria de filmes do país, só perdendo para Bollywood. Os filmes de Kollywood são vistos não apenas por indianos mas também por membros da diáspora tâmil. Os filmes tâmeis de Chennai foram exibidos em Singapura, Seri Lanca, África do Sul, Malásia, Japão, Oceania, Oriente Médio, Europa Ocidental, e América do Norte. Produção independente tâmil inspirada em Kollywood surgiu no Seri Lanca, Singapura, Canadá e Europa Ocidental. Muitas atrizes tâmeis como Anuisa Ranjan Vyjayanthimala, Hema Malini, Rekha Ganesan, Sridevi, Meenakshi Sheshadri, e Vidya Balan atuaram em Bollywood. Alguns ministros-chefes em Tamil Nadu como  MG Ramachandran, Karunanidhi e Jayalalithaa possuem suas origens na indústria de filmes tâmil.

### Esportes em Tamil Nadu
As pessoas de Tamil Nadu praticam esportes tradicionais e esportes de outros países.
- Jallikattu: é um esporte onde se domam touros. Possui 2 000 anos de idade e pertence à cultura tâmil. Na antiguidade, eram praticados dois esportes onde se domavam e montavam touros: manjuvirattu e yeruthazhuval. Eles eram praticados para manter os temperamentos das pessoas bem-dispostos e preparados para a guerra a qualquer momento. Cada um deles possui suas próprias técnicas e regras. Esses esportes eram um dos critérios para casar com mulheres de famílias guerreiras. Existiam tradições de que o vencedor poderia ser escolhido como noivo. Os touros que não conseguiam ser domados eram motivo de orgulho para o seu dono, e passavam a ser utilizados como reprodutores. A antiga arte tâmil de domar touros era popular entre guerreiros no período clássico,[182][183] e sobreviveu até os dias de hoje em partes de Tamil Nadu, especialmente em Alanganallur, onde é celebrada uma vez ao ano, na festa de pongal, com o nome de  jallikattu.
- Kabaddi: um esporte tradicional, originário de Tamil Nadu.[184] A palavra kabaddi provavelmente se originou da palavra tâmil kai-pidi ("segurar as mãos").
- Mattu Vandy Elgai Panthayam: corrida de carro de boi que é celebrada principalmente no sul de Tamil Nadu.
- Silambam: é uma arte marcial originária do antigo Tamilakam. Em 1978, o governo de Tamil Nadu e a federação olímpica de Tamil Nadu reconheceram o silambam como um esporte tradicional, mas este não é reconhecido pelo ministério de esportes da Índia e pela Associação Olímpica da Índia.[185]
- Críquete: notáveis jogadores de críquete de Tamil Nadu são Srinivasaraghavan Venkataraghavan, Krishnamachari Srikkanth, Laxman Sivaramakrishnan, Lakshmipathy Balaji, Baba Aparajith, Murali Vijay, Ravichandran Ashwin, Murugan Ashwin, Sadagoppan Ramesh e Dinesh Karthik. O proeminente jogador cingalês Muttiah Muralidharan, que detém o atual recorde de oitocentos wickets na carreira, possui ascendência de Tamil Nadu. Em Chennai, existe o estádio M. A. Chidambaram, com capacidade de 50 000 pessoas.
- Xadrez: é um popular esporte em Tamil Nadu. A Associação de Xadrez de Tamil Nadu regula o esporte no estado. Viswanathan Anand é um grão-mestre indiano e antigo campeão mundial.
- Hóquei em campo: um número menor de pessoas se interessa por hóquei. A Autoridade para o Desenvolvimento de Esportes de Tamil Nadu planeja criar uma academia desse esporte.[186]
- Squash: Joshna Chinappa e Dipika Pallikal Karthik são jogadoras notáveis.
- Natação pura: Kutraleeswaran é um nadador notável.[187]
- Ténis: o ATP de Chennai é um torneio profissional de tênis realizado todo mês de janeiro em Chennai. Notáveis participantes foram Ramesh Krishnan, Ramanathan Krishnan, Vijay Amritraj, Mahesh Bhupathi e Nirupama Sanjeev.
- Automobilismo: foi pioneiro no esporte Sundaram Karivardhan (1954–95). As corridas entre as décadas de 1960 e 1980 foram realizadas em Sholavaram, que havia sido usado como pista de pouso para aeronaves na Segunda Guerra Mundial.[188] Atualmente, as corridas são realizadas em Irungattukottai, perto de Sriperumbudur, pelo Clube de Esporte a Motor de Madras, e no autódromo de Kari, perto de Coimbatore. Os indianos na fórmula 1 são de Tamil Nadu: Narain Karthikeyan e Karun Chandhok. Na temporada de 2010 da fórmula 2 europeia, Parthiva Sureshwaren e Ajith Kumar representaram a Índia.[189]
- Voleibol: a seleção de Tamil Nadu ganhou o campeonato nacional realizado em 2011.[190]
- Arco e flecha: Srither ganhou o campeonato asiático realizado na Indonésia em novembro de 2009.[191]
- Futebol: a seleção de Tamil Nadu competiu no Troféu Santosh.
- Jogos Paraolímpicos: Mariyappan Thangavelu ganhou a medalha de ouro nos Jogos Paralímpicos de Verão de 2016, no Rio de Janeiro.[192][193]

### Cozinha tâmil
A cozinha tâmil inclui comida vegetariana e comida não vegetariana. Alguns tâmeis, especialmente os da casta brâmane, são vegetarianos por motivos religiosos. O arroz tem uma grande importância na cultura tâmil. Os tâmeis estão entre os primeiros povos que cultivaram o arroz. A palavra "arroz" pode ter se originado da palavra tâmil arisi. Geralmente, o arroz é comido com caril vegetariano ou não vegetariano. Tradicionalmente, os tâmeis sentam no chão e a comida é servida sobre uma folha de bananeira. As comidas tradicionais são comidas com a mão direita. Pratos como dosa, idli e vada são servidos com sambar, chutney ou, no Seri Lanca, pol-sambola. O rasam substitui a sopa na cozinha tâmil. A cozinha tâmil do Seri Lanca difere pouco da cozinha tâmil do sul da Índia. Uma especialidade da cozinha tâmil do Seri Lanca é kottu roti, disponível na maior parte dos restaurantes no Seri Lanca e no exterior.